# 拜尼欧 (卢瓦-谢尔省)
拜尼欧（法語：Baigneaux，法語發音：[bɛɲo]）是法国卢瓦-谢尔省的一个旧市镇，属于旺多姆区。2017年，拜尼欧与临近的3个市镇合并为新市镇新乌克。

## 地理
拜尼欧（47°46'56"N, 1°15'14"E）面积6.58 平方千米，位于法国中央-卢瓦尔河谷大区卢瓦-谢尔省，该省份为法国中北部省份，北起厄尔-卢瓦省，东北接卢瓦雷省，东南接谢尔省，南至安德尔省，西南接安德尔-卢瓦尔省，西北接萨尔特省。
与拜尼欧接壤的市镇（或旧市镇、城区）包括：布瓦索、罗东、圣热姆、瑟洛姆。

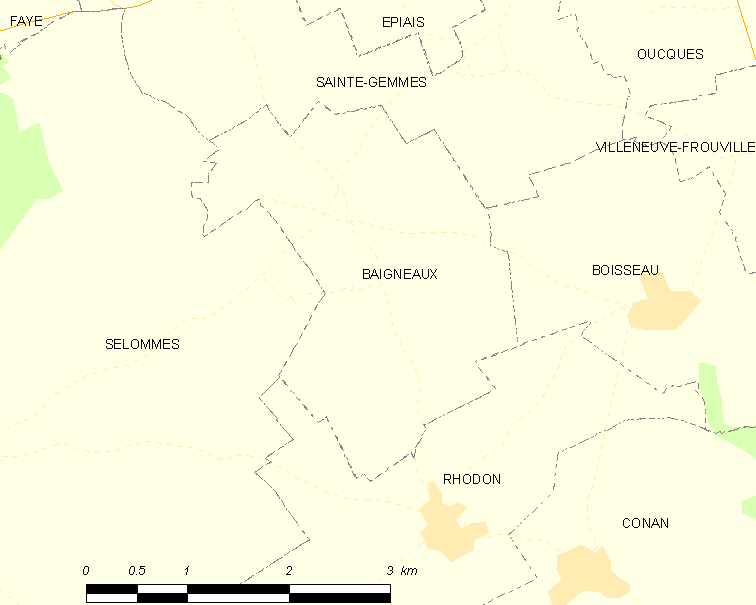
的OSM定位图

拜尼欧的时区为UTC+01:00、UTC+02:00（夏令时）。

## 行政
拜尼欧的邮政编码为41290，INSEE市镇编码为41011。

## 政治
拜尼欧所属的省级选区为拉博斯县。

## 人口

1962-2008年间人口变化图示

拜尼欧于2018年1月1日时的人口数量为46人。